# Nansio

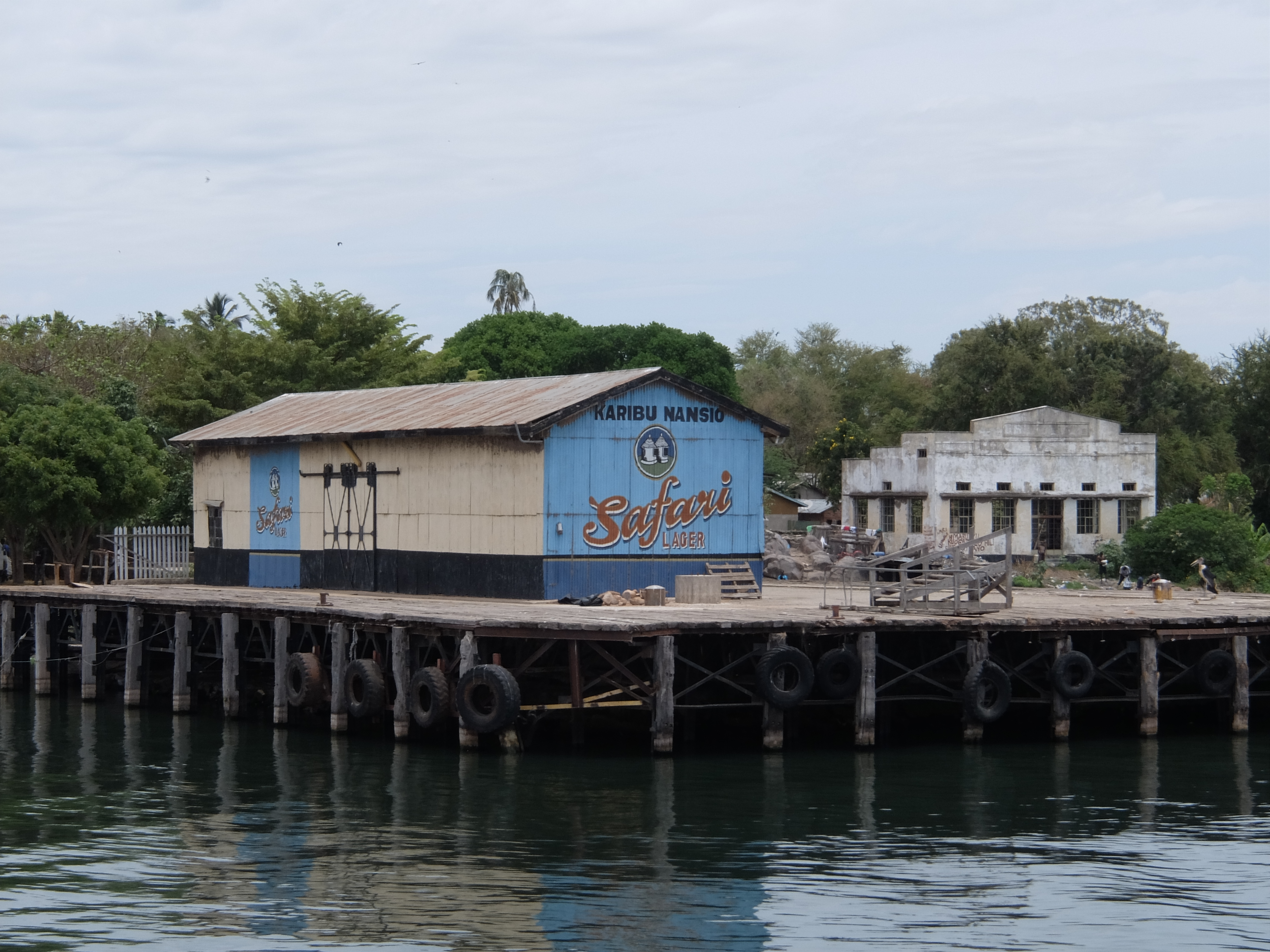
Porto di Nansio

Nansio è una circoscrizione mista (urban ward) della Tanzania situata nel distretto di Ukerewe, regione di Mwanza. Conta una popolazione di 7 674 abitanti (censimento 2012).